# Tomosuke Funaki
Tomosuke Funaki (舟木智介 Funaki Tomosuke?, nacido el 1 de enero) conocido también con el nombre de Zektbach, es un compositor japonés quien ha contribuido en los videojuegos musicales series de Bemani. Ha producido canciones para las series de Beatmania, Beatmania IIDX, Pop'n music, Dance Maniax, Guitar Freaks & Drummania, Mambo a Go Go y Dance Dance Revolution. Trabajó también con otros artistas principales como la vocalista Eel. Por último fue influenciado por el hip-hop gracias a Osamu Migitera, de modo que se creó el pseudónimo de Nick boys.

## Discografía

### Dance ManiaX
- ALL MY LOVE (Dance ManiaX：Tomosuke x SABRINA)
- jane jana (Dance ManiaX：T.E.M.P.O. feat. Mohammad & Emi)
- Mobo★Moga (Dance ManiaX：Orange Lounge)
- Mind Parasite (Dance ManiaX 2ndMIX：TOMOSUKE)
- STAY (Organic house Version) (Dance ManiaX 2ndMIX：emi)
- STAY(Mod bouncy Version) (Dance ManiaX 2ndMIX：TOMOSUKE)

### MAMBO A GOGO
- Gamelan de Couple (TOMOSUKE)
- Sci-Fi Girl (Kitten 777)
- Lover's High (APHs)
- La brise d'ete (Orange Lounge)
- Nova emoção (Berimbau '66)
- One Minutes Kitchen Battle! (TOMOSUKE)

### beatmania
- u gotta groove(FUTURE LATIN MIX) (beatmania CORE REMIX：DJ nagureo(remixed by Tomosuke))
- Feel The Light (beatmania 6thMIX -THE UK UNDERGROUND MUSIC-：TOMOSUKE)
- What is Love? (beatmania 7thMIX -keepin' evolution-：TOMOSUKE)

### beatmania IIDX
- Mobo★Moga (5th style：Orange Lounge)
- Retrospective Song (Comment te dire adieu) (6th style：Orange Lounge)
- Marmalade Reverie (7th style：Orange Lounge)
- LOVE IS ORANGE (8th style：Orange Lounge)
- The end of my spiritually (9th style：EeL)
- ASTRAL VOYAGE (10th style：EeL)
- Les filles balancent (11 IIDX RED：Orange Lounge)
- Tizona d'El Cid (12 HAPPY SKY：TOMOSUKE)
- BREAK OUT (13 DistorteD：Remixed by Orange Lounge)
- INFERNO (13 DistorteD：Caldeira feat. 星野奏子)
- Apocalypse 〜dirge of swans〜 (13 DistorteD：Zektbach)
- カゴノトリ〜弐式〜 (13 DistorteD：橙色特別室）
- Blind Justice 〜Torn souls, Hurt Faiths〜 (14 GOLD：Zektbach)
- クルクル☆ラブ 〜Opioid Peptide MIX〜 (14 GOLD：イオンチャンネル)
- Ristaccia (15 DJ TROOPERS：Zektbach)
- MAX LOVE (15 DJ TROOPERS：DJ YOSHITAKA feat. 星野奏子)
- Cookie Bouquets (15 DJ TROOPERS CS：L.E.D. vs TOMOSUKE fw.crimm)
- Turii 〜Panta rhei〜 (16 EMPRESS：Zektbach)
- Marie Antoinette (16 EMPRESS：Marguerite du Pré)
- Almagest (17 SIRIUS：Galdeira)
- Raison d'être〜交差する宿命〜 (17 SIRIUS：Zektbach)
- Todestrieb (19 Lincle：Rche)
- 龍と少女とデコヒーレンス (20 tricoro：黒猫ダンジョン)
- 晴天Bon Voyage (20 tricoro：TOMOSUKE × seiya-murai feat. ALT)

### GUITARFREAKS/drummania
- IMPLANTATION (drummania 2ndMIX：TOMOSUKE)
- MONDO STREET (drummania 2ndMIX：Orange Lounge)
- FuriFuri'60 (drummania 3rdMIX：Orange Lounge+)
- GIANT SLUG (drummania 3rdMIX：Aaron G)
- Orange Jet Stream (GUITAR FREAKS 5thMIX：Jeni Freeman)
- Sunflower Girl (GUITAR FREAKS 6thMIX：SHORTCUTS)
- Brazilian Anthem (GUITAR FREAKS 6thMIX：Berimbau '66)
- Rebirth (GUITAR FREAKS 7thMIX & drummania 6thMIX：MAKI)
- jet coaster☆girl (GUITAR FREAKS 7thMIX & drummania 6thMIX：TOMOSUKE feat. Three Berry Icecream)
- pot-pourri d'orange (GUITAR FREAKS 7thMIX & drummania 6thMIX：Orange Lounge)
- CHOCOLATE PHILOSOPHY (GUITAR FREAKS 8thMIX & drummania 7thMIX：常盤ゆう)
- Infinite (GUITAR FREAKS 8thMIX & drummania 7thMIX：PARALLEL FLOATERS)
- 777 (GUITAR FREAKS 9thMIX & drummania 8thMIX：EeL)
- Twinkle Star (GUITAR FREAKS 9thMIX & drummania 8thMIX：serena)
- mint candy ☆ citrus drop (GUITAR FREAKS 10thMIX & drummania 9thMIX：U.KI)
- カゴノトリ (GUITAR FREAKS 10thMIX & drummania 9thMIX：橙色特別室)
- pot-pourri d'marmalade (GUITAR FREAKS 10thMIX & drummania 9thMIX：Orange Lounge)
- Reaching for the Stars (GUITAR FREAKS 11thMIX & drummania 10thMIX：serena)
- にゃんだふる55 (GuitarFreaksV & DrumManiaV：Dormir)
- Flow (GuitarFreaksV & DrumManiaV：PARALLEL FLOATERS)
- rebirth of love (GuitarFreaksV & DrumManiaV：Ark of the Covenant)
- Die Zauberflöte (GuitarFreaksV & DrumManiaV：わんにゃん☆パニックス)
- αρχη (GuitarFreaksV3 & DrumManiaV3：Dormir)
- Walk with you (GuitarFreaksV6 & DrumManiaV6：TOMOSUKE feat. Jazzin' park)
- Einherjar (GuitarFreaksXG & DrumManiaXG：植松伸夫とわんにゃん☆パニックス)
- cosmic agenda (GuitarFreaksXG2 & DrumManiaXG2：TOMOSUKE feat. Jazzin'park & francés maya)
- ちくわパフェだよ☆CKP (GITADORA：日向美ビタースイーツ♪)

### pop'n music
- Dimanche (7：Orange Lounge)
- 777 (8：EeL)
- Marigold (8：SHORTCUTS)
- 100sec. Kitchen Battle!! (8：Orange Lounge)
- 明鏡止水 (10：TOMOSUKE feat. あさき)
- Nick RING (11：NICK BOYS)
- Orange AIR-LINE (11：Orange Lounge)
- space merry-go-round (12 いろは：Dormir)
- 文明開化 (13 カーニバル：セバスチャン智之介)
- コキュトス (13 カーニバル：FISH BOYS)
- 麻雀格闘倶楽部特別接続曲 (13 カーニバル：麻雀格闘倶楽部)
- Ferris wheel (13 カーニバル：Dormir)
- にゃんだふる55 marble version (13 カーニバル CS：Dormir)
- ポップンカーニバルマーチ (13 カーニバル：TOMOSUKE MARCHING BAND)
- おもちゃばこのロンド (14 FEVER!：Dormir)
- CODENAME:APRIL (14 FEVER!：TOMOSUKE)
- NIGHT FEVER (14 FEVER!：桜井零士)
- シャムシールの舞 (14 FEVER!：ゼクトバッハ)
- DOLLAR DOLLAR (14 FEVER!：NICK BOYS)
- 魔法のたまご (14 FEVER! CS：Dormir)
- DA DA DA DANCING!! (14 FEVER!：TOMO-crew)
- 凛として咲く花の如く (15 ADVENTURE：紅色リトマス)
- El país del sol (GIVE ME MORE SALSA MIX) (15 ADVENTURE：Berimbau '66)
- ポップン大冒険メドレー (15 ADVENTURE：ポップン探検隊)
- Apocalypse〜memento mori〜 (15 ADVENTURE：Zektbach)
- ZETA〜素数の世界と超越者〜 (15 ADVENTURE：Zektbach)
- みずうみの記憶 (16 PARTY♪：Dormir)
- Ergosphere (16 PARTY♪：TOMOSUKE)
- Sorrows (16 PARTY♪：Asako Yoshihiro)
- シュレーディンガーの猫 (16 PARTY♪：Cait Sith)
- パラソル (16 PARTY♪：risette)
- 誰がために陽はのぼる (17 THE MOVIE：MAKI)
- リンゴロジック (17 THE MOVIE：Dormir)
- 黒髪乱れし修羅となりて (18 せんごく列伝：村正クオリア)
- 蛇神 (18 せんごく列伝：Zektbach)
- なまいきプリンセス (19 TUNE STREET：dormir)
- 恋はどう？モロ◎波動OK☆方程式!! (20 fantasia：あべにゅうぷろじぇくと feat.佐倉紗織 produced by ave;new)
- The Sealer 〜ア・ミリアとミリアの民〜 (20 fantasia：Zektbach)
- わたぐものおなか (Sunny Park：Dormir)
- 虚空と光明のディスクール (Sunny Park：日向美ビタースイーツ♪)

### ee'MALL
- Nick Boys (ee'MALL：NICK BOYS)
- Pinky Nick (ee'MALL 2nd Avenue：NICK BOYS)
- 空言の海 (ee'MALL 2nd Avenue：音々)

### DanceDanceRevolution
- Vem brincar (DanceDanceRevolution SuperNOVA2：Caldeira feat. Téka Penteriche)
- Dreamin' (DanceDanceRevolution フルフル♪パーティー：TOMOSUKE feat. Adreana)
- Shine (DanceDanceRevolution MUSIC FIT：TOMOSUKE feat. Adreana)
- Seasons (DanceDanceRevolution X3 VS 2ndMIX：TOMOSUKE feat. Crystal Palos)
- Resurrection (DanceDanceRevolution X3 VS 2ndMIX：Dormir)
- Diamond Night (DanceDanceRevolution (2013年版)：TOMOSUKE feat. Alexa Slaymake)

### jubeat
- Macuilxochitl (jubeat ripples：TOMOSUKE)
- さよならトリップ (jubeat knit：Dormir)
- キルト (jubeat knit APPEND：Des-Sana+wpt9)
- 量子の海のリントヴルム (jubeat copious：黒猫ダンジョン)
- LANA - キロクノカケラ (jubeat saucer：TOMOSUKE×Jazzin'park)
- LANA - Answer I (jubeat saucer：TOMOSUKE×Jazzin'park)
- LANA - ヒトリノウタ (jubeat saucer：TOMOSUKE×Jazzin'park)
- とってもとっても、ありがとう。 (jubeat saucer：日向美ビタースイーツ♪)

### REFLEC BEAT
- L'erisia (Primal logic) (REFLEC BEAT：Zektbach)
- Wenkamui (REFREC BEAT：Zektbach)
- Une mage blanche (limelight：Dormir)
- meme (limelight：Zektbach)
- L'avide (colette-Spring-：Zektbach)
- リリーゼと炎龍レーヴァテイン (colette-Summer-：黒猫ダンジョン)
- 凛として咲く花の如く〜ひなビタ♪Edition〜 (colette-Summer-：日向美ビタースイーツ♪)